# Sally Farmer
Sally Ann Farmer (Christchurch, 20 maggio 1976) è un'ex cestista neozelandese.
È la sorella di Gina Farmer.

## Carriera
Con la Nuova Zelanda ha disputato i Giochi olimpici di Sydney 2000 e quelli di Atene 2004.